# (7317) Cabot
(7317) Cabot est un astéroïde de la ceinture principale.

## Description
(7317) Cabot est un astéroïde de la ceinture principale. Il fut découvert le 12 mars 1940 à Konkoly par György Kulin. Il présente une orbite caractérisée par un demi-grand axe de 2,33 UA, une excentricité de 0,15 et une inclinaison de 4,0° par rapport à l'écliptique.
Il est nommé d'après le navigateur vénitien Jean Cabot.

## Compléments